# 郑冬冬
郑冬冬（1988年12月10日—），中国女子手球运动员，效力于北京队。她代表中国国家队参加了2013年世界女子手球锦标赛，最终获得第18名。她也参加了2010年亚洲沙滩运动会，获得一枚金牌。